# Ángel María Villar
Ángel María Villar Llona (Bilbao, 21 gennaio 1950) è un ex calciatore e dirigente sportivo spagnolo, presidente ad interim della UEFA dall'8 ottobre 2015 al 14 settembre 2016.

## Carriera

### Calciatore
Da calciatore ha militato nel Galdakao (1968-1969), nel Getxo (1969-1970) e nell'Athletic Bilbao (1970-1981), vincendo con quest'ultima una Coppa del Re nel 1973.

### RFEF e UEFA
Dal 1988 al 2018 fu presidente della Federazione calcistica della Spagna essendo stato eletto grazie al Barcellona, mentre a livello internazionale è vicepresidente dell'UEFA dal 1992 e vicepresidente della FIFA dal 2000.
Durante la riunione del 15 ottobre 2015, l'Esecutivo UEFA ha deciso simbolicamente di non nominare Angel Maria Villar presidente ad interim durante la sospensione di 90 giorni imposta a Michel Platini dal Comitato Etico della FIFA; tuttavia lo spagnolo ne farà le funzioni fino al termine della squalifica.

## Palmarès

### Club

#### Competizioni nazionali
- Coppa di Spagna: 1

Athletic Bilbao: 1972-1973